# Obowo

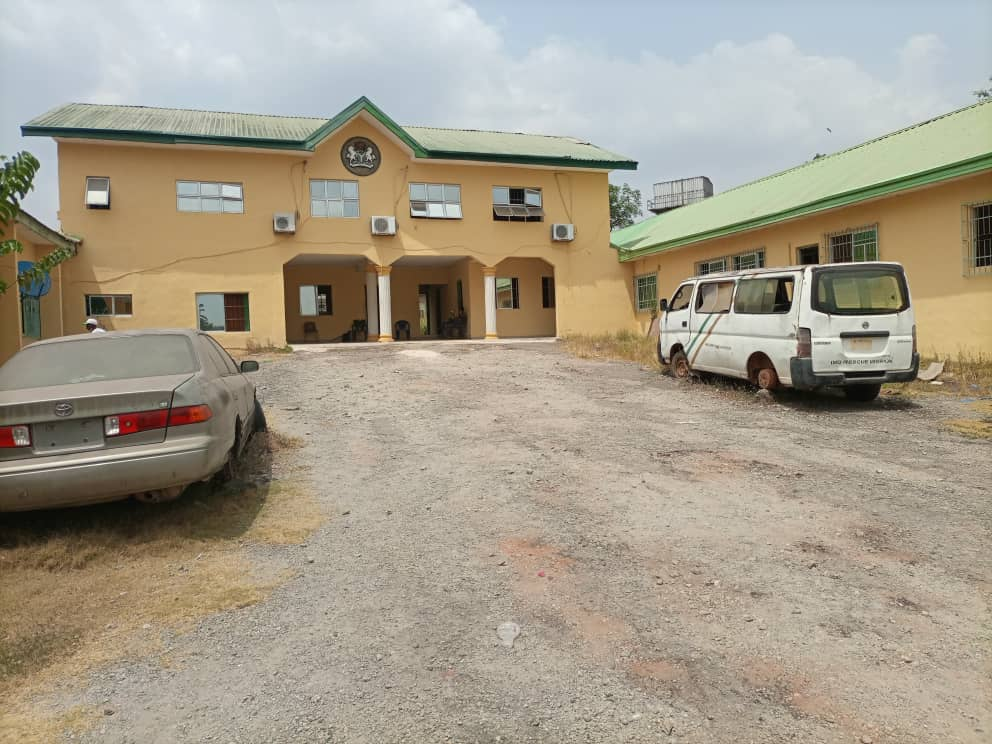
Le bâtiment du siège du gouvernement local d'Obowo en 2021

Obowo est une zone de gouvernement local de l'État d'Imo au Nigeria,.

## Source
- (en) Cet article est partiellement ou en totalité issu de l’article de Wikipédia en anglais intitulé « Obowo » (voir la liste des auteurs).